# The Incident (album)
The Incident è il decimo album in studio del gruppo musicale britannico Porcupine Tree, pubblicato il 15 settembre 2009 dalla Roadrunner Records.

## Descrizione
Nonostante la durata complessiva di circa 76 minuti, l'album viene presentato sotto forma di doppio CD.
Il primo disco consiste nella title track, una suite moderna composta da 14 atti rappresentanti diversi momenti musicali legati fra loro, mentre il secondo disco, slegato concettualmente dal primo, contiene quattro brani.
The Incident è stato presentato sul sito ufficiale della band il 12 giugno 2009 come «una sbalorditiva esposizione musicale di 55 minuti» descritta da Steven Wilson come un «ciclo di brani piuttosto surreale che riguarda gli inizi, le fini e la sensazione che, dopo ciò, le cose non saranno mai più le stesse».

L'idea ispiratrice di The Incident venne a Wilson mentre si trovava alla guida della sua automobile in autostrada, fermo nel traffico, fiancheggiando un incidente stradale: 

## Tracce
Testi e musiche di Steven Wilson, eccetto dove indicato.
CD 1
1. The Incident – 55:38

CD 2
1. Flicker – 3:42 (musica: Porcupine Tree)
2. Bonnie the Cat – 5:45 (musica: Porcupine Tree)
3. Black Dahlia – 3:40 (musica: Richard Barbieri)
4. Remember Me Lover – 7:28

## Formazione
Gruppo
- Steven Wilson – voce, chitarra, tastiera
- Colin Edwin – basso, contrabbasso
- Richard Barbieri – sintetizzatore, tastiera
- Gavin Harrison – batteria, percussioni

Produzione
- Porcupine Tree – produzione
- Gavin Harrison – post-produzione
- Steven Wilson – missaggio
- Steve Orchard – ingegneria del suono presso gli Air Lyndhurst
- John Wesley – registrazione aggiuntiva chitarra presso i Red Room Recorders
- Lasse Hoile – fotografia

## Classifiche
| Classifica (2009)          | Posizione massima |
| -------------------------- | ----------------- |
| Australia                  | 35                |
| Austria                    | 45                |
| Belgio (Fiandre)           | 79                |
| Belgio (Vallonia)          | 40                |
| Finlandia                  | 11                |
| Francia                    | 35                |
| Germania                   | 17                |
| Italia                     | 33                |
| Norvegia                   | 19                |
| Paesi Bassi                | 5                 |
| Regno Unito                | 23                |
| Regno Unito (rock & metal) | 2                 |
| Spagna                     | 77                |
| Svezia                     | 23                |
| Svizzera                   | 20                |